# Gruppenantrieb
Als Gruppenantrieb wird bei Schienenfahrzeugen der Antrieb mehrerer in Drehrichtung mechanisch oder elektrisch gekoppelter Radsätze durch einen einzelnen größeren Fahrmotor oder durch mehrere Fahrmotoren bezeichnet. Der Begriff ist als Gegensatz zum Einzelachsantrieb zu verstehen, bei dem die angetriebenen Radsätze untereinander nicht gekoppelt sind und die Antriebsmotoren einzelnen Radsätzen zugeordnet sind. Bei Lokomotiven mit Drehstromantriebstechnik wird der Begriff verwendet, wenn mehrere Einzelachs-Fahrmotoren vom gleichen Wechselrichter des Traktionsstromrichters mit Energie versorgt werden.

## Eigenschaften
Beim klassischen Gruppenantrieb mit mechanischer Kopplung der Radsätze kann die Verringerung der Anzahl der Fahrmotoren inklusive Zusatzgeräten Einsparungen an Anschaffungs- und Instandhaltungskosten ermöglichen. Vielfach wurden aber auch bei Gruppenantrieben mehrere Fahrmotoren verwendet oder der einzelne große Fahrmotor als Doppel- oder Tandemmotor mit zwei Ankern auf der gleichen Motorwelle ausgeführt.
Besonderer Vorteil ist, dass die Radsätze einer Gruppe durch das dem Fahrmotor folgende Zahnrad- oder Stangengetriebe ohne zusätzliche Maßnahmen gekuppelt sind, wodurch Schleudern einzelner Treibradsätze in der Gruppe vermieden wird. Eine ähnliche starke Kopplung zwischen den Radsätzen ergibt sich bei Einzelachsantrieben in Drehstromtechnik, wenn diese vom selben Wechselrichter versorgt werden, sodass Gruppenantriebe mit mechanischer Kopplung der Radsätze ab den 1980er Jahren kaum mehr gebaut wurden. Höhere Rechenleistungen in den Antriebssteuerungen und kompaktere kostengünstigere Leistungselektronik der Traktionsstromrichter führten dazu, dass bei Hochleistungslokomotiven diese Bauform kaum noch angewandt wird.
Weiter können bei einem Gruppenantrieb Motoren mit größerem Durchmesser gebaut werden, was bei Gleichstrommotoren wegen des größeren Kollektors auch größere Klemmenspannungen erlaubt.
Bei Gruppenantrieben müssen die Durchmesser der Radsätze in engen Toleranzen gehalten werden, um mechanische Verspannungen zu vermeiden.

## Anwendung
Gruppenantriebe waren insbesondere bei Dampflokomotiven die am weitest verbreitete Antriebsform. Auch bei dieselhydraulischen und dieselmechanischen Triebfahrzeugen sind Gruppenantriebe die Regel. In der Vergangenheit wurden, insbesondere in Deutschland und in Frankreich, auch Elektrolokomotiven mit Gruppenantrieb gebaut. Bei heutigen Triebfahrzeugen, insbesondere mit elektrischen Antrieb, dominieren hingegen Einzelantriebe.

## Ausführungsvarianten
Die Gruppenantriebe werden nach dem zwischen dem Fahrmotor und den Treibradsätzen verwendeten Zahnrad- (Stirnrad- oder Kegelrad-) oder Stangengetriebe unterteilt. Sie werden als Antrieb mit Kupplung der Radsätze durch ein Stirnrad- oder ein Kegelradgetriebe oder als kuppelnder Stangenantrieb bezeichnet.
- Antrieb mit Kupplung der Radsätze durch Kuppelstangen
- Antrieb mit Kupplung der Radsätze durch Stirnradgetriebe
- Antrieb mit Kupplung der Radsätze durch Kegelradgetriebe

Es gab auch Mischformen. So wurden beispielsweise die beiden inneren Treibradsätze der DB-Baureihe 715 durch je eine Kardanwelle und ein Kegelradgetriebe angetrieben. An diese war je ein äußerer Radsatz mittels Stangen angekuppelt. Bei der ÖBB 2095 war die Reihenfolge umgekehrt: Die äußeren Radsätze wurden mittels Kardanwelle und Kegelradgetriebe angetrieben, und an diese waren die inneren Radsätze mit Stangen angekuppelt.

### Antrieb mit Kupplung der Radsätze durch Kuppelstangen
Bei Dampflokomotiven wurden in der Regel Stangenantriebe ohne Blindwelle ausgeführt. Ebenfalls ohne Vorgelege- bzw. Blindwelle wurden einige Elektrolokomotiven und Diesellokomotiven ausgeführt, bei denen ein Teil der Treibradsätze durch Einzelachsantriebe angetrieben sind und die restlichen Radsätze als Kuppelradsätze über Stangen mit den Ersteren verbunden sind. Diese Anordnung wurde bei Lokomotiven gewählt, die aus Gewichtsgründen nicht jeden Radsatz mit einem Einzelachsantrieb antreiben konnten oder das Schleudern einzelner Radsätze bei hohen Zugkräften verhindert werden sollte. Ein Beispiel für eine solche Anordnung waren die Lokomotiven der BBÖ Reihen 1080 und 1180 oder die Zweikraft-Rangierlokomotive Eem 6/6 der SBB. Diese zweiteilige Lokomotive besaß vier Tatzlagerantriebe, die auf die äußeren Radsätze arbeiteten, die Radsätze 4 und 5 wurden nur über Kuppelstangen angetrieben.
Die Mehrheit der Elektrolokomotiven und Diesellokomotiven mit Stangenantrieb wurden jedoch mit Vorgelege- und/oder Blindwelle ausgeführt. Hierbei treibt entweder ein hoch gelagerter, langsamlaufender Fahrmotor eine Blindwelle oder ein schnelllaufender Fahrmotor treibt über ein Untersetzungsgetriebe eine Vorgelegewelle an. Die Kurbel an der Blind- bzw. Vorgelegewelle treibt über Kuppelstangen die Treibradsätze an. Die Fahrmotoren sind im Rahmen gefedert gelagert, wodurch es sich um sogenannte Gestellmotoren handelt.
Die Kupplung der Radsätze durch Kuppelstangen wird heute nicht mehr neu angewandt.

SBB Eem 6/6
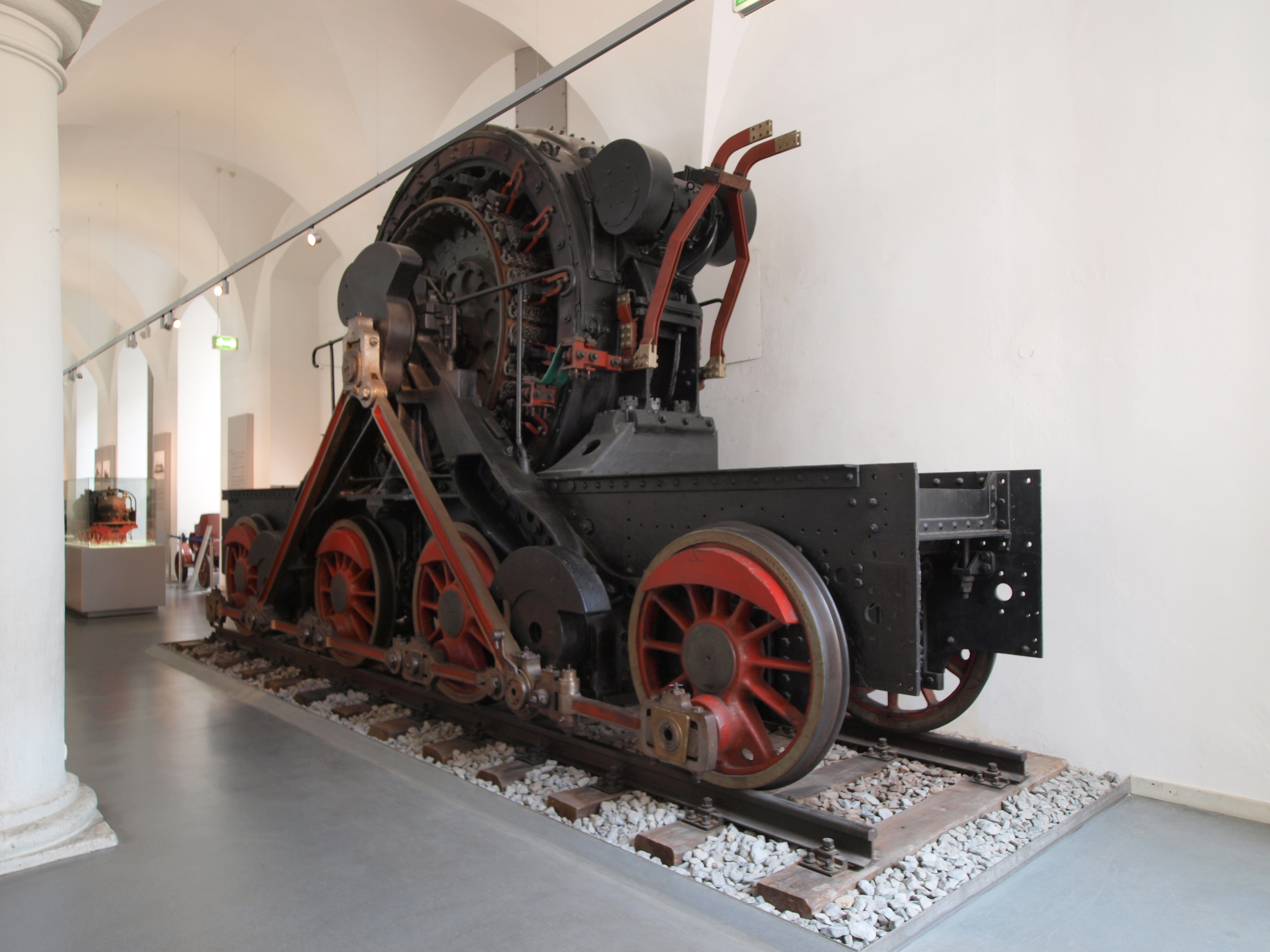
Stangenantrieb der E 50 42 mit zwei Blindwellen
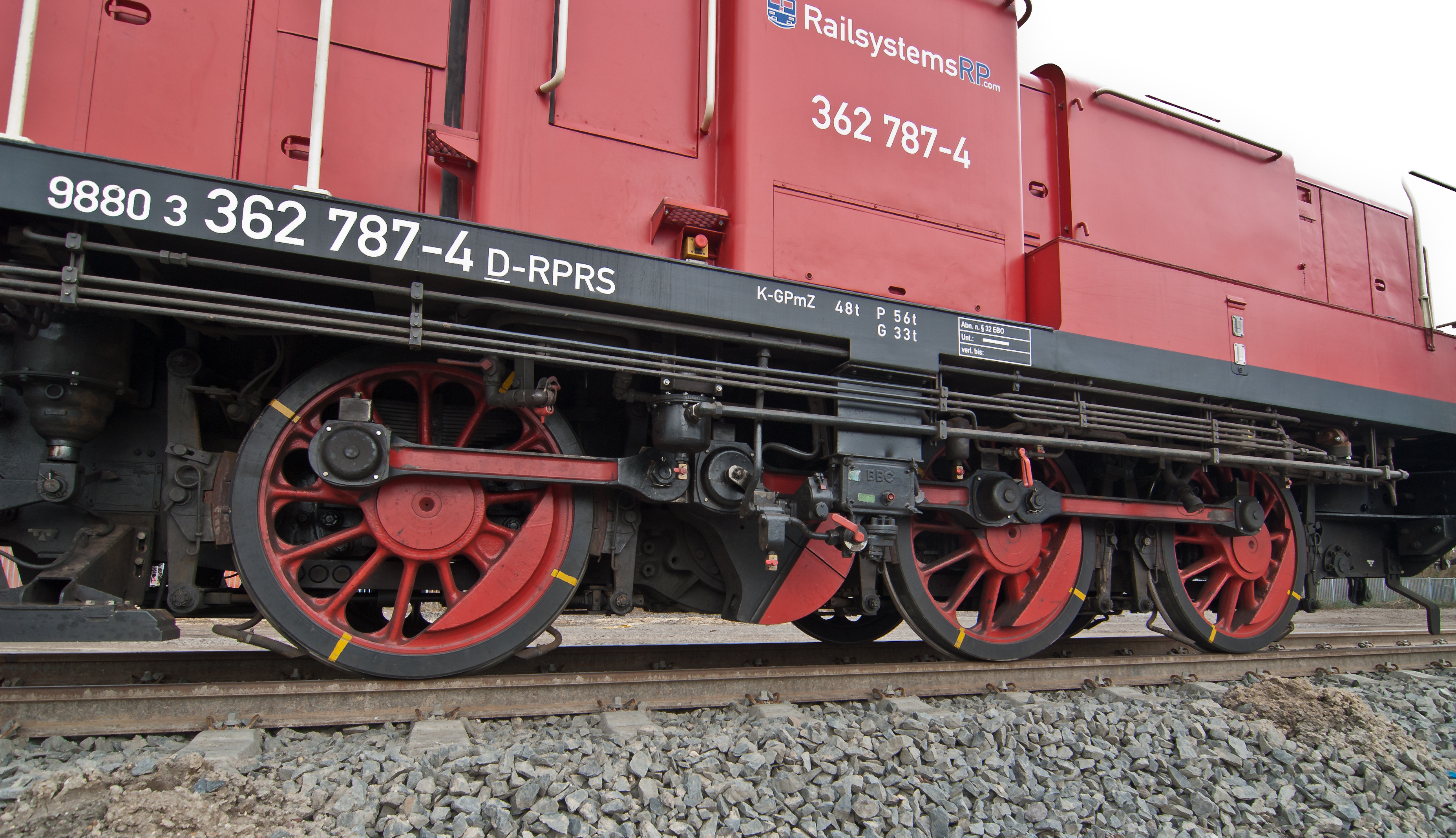
Stangenantrieb der 362 787 (DB-Baureihe V 60) mit hydrodynamischem Getriebe und Blindwelle

### Antrieb mit Kupplung der Radsätze durch Stirnradgetriebe

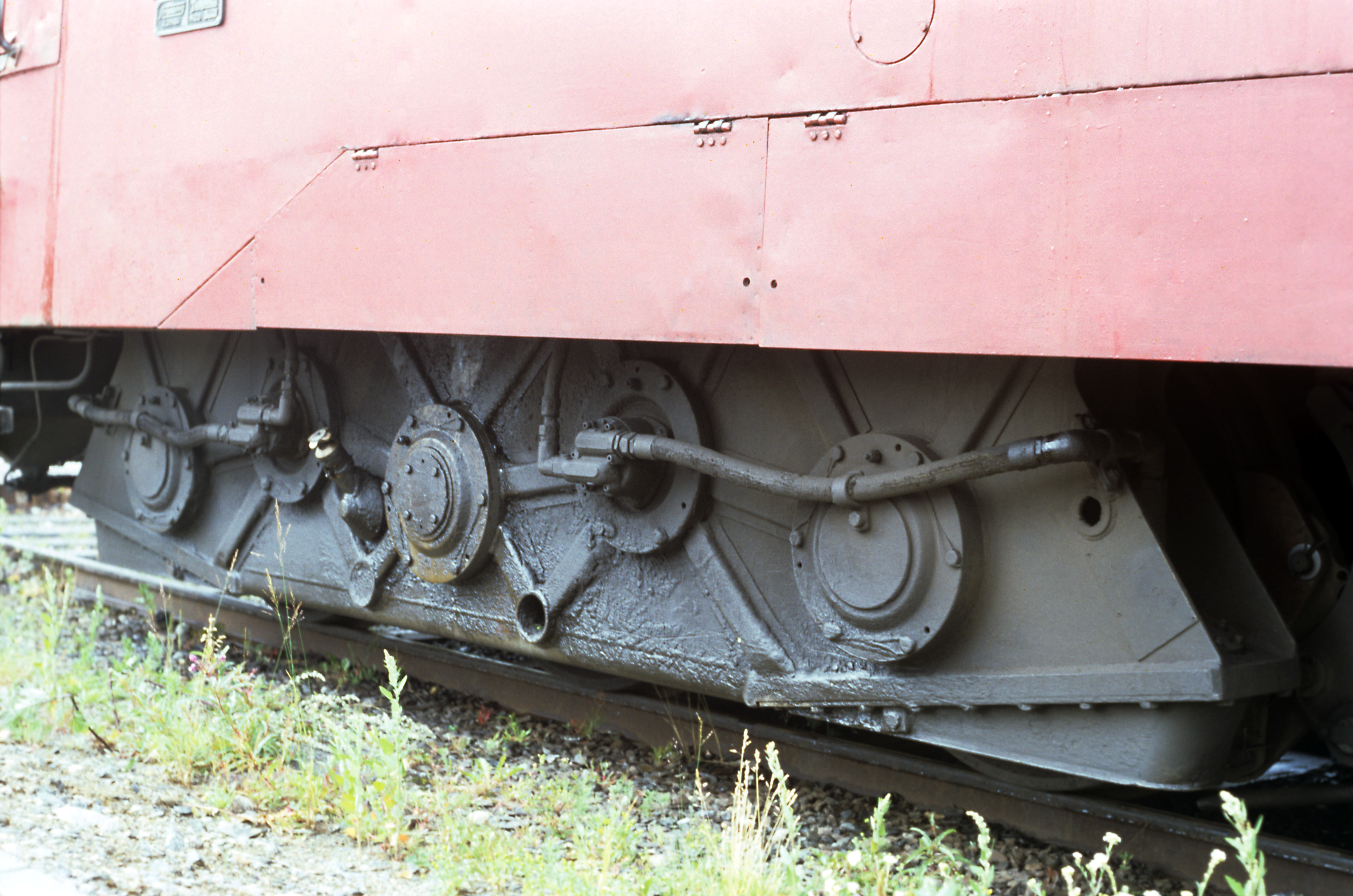
Bei der VR-Baureihe Hr13 werden Radsätze eines Drehgestells je von einem Fahrmotor über ein gemeinsames Stirnradgetriebe angetrieben

Bei einem quer zur Fahrtrichtung liegenden Fahrmotoren werden in der Regel Stirnradgetriebe zur Kupplung der Treibradsätze eingesetzt. Dabei sind die Zahnräder in einem Getriebegehäuse gelagert, welches je anzutreibenden Radsatz ein Großrad aufweist. Das Großrad ist über eine Kupplung mit Treibradsatz verbunden, um die Relativbewegungen zwischen dem im Rahmen gelagerten Getriebe und dem Radsatz auszugleichen.
Diese Bauart von Antrieb wurde ab Ende der 1950er Jahre bis Ende der 1980er Jahre in Frankreich in den bogie monomoteur ‚Einmotordrehgestellen‘ verwendet. Der Vorteil war der kleinere Massen-Trägheitsmoment um die Hochachse (Gierachse) des Drehgestells, weil der schwere Fahrmotor mittig im Drehgestell angeordnet werden kann und der Radstand im Drehgestell kürzer wird. Das Schleudern einzelner Treibradsätze wird unterbunden, anderseits müssen die Raddurchmesser zwischen den einzelnen Triebradsätzen in engen Grenzen liegen, wenn es nicht zu mechanischen Verspannungen im Getriebe kommen soll.
In Frankreich wurde die Stirnradgetriebe eines solchen Gruppenantriebes von Hand umschaltbar gemacht, sodass Universallokomotiven entstanden, die sowohl im Güterzugdienst wie auch vor Schnellzügen eingesetzt werden konnten. Für Güterzüge wurde die Übersetzung mit tiefer Maximalgeschwindigkeit und hohen Zugkräften gewählt, für die Reisezüge diejenige mit hoher Maximalgeschwindigkeit und kleineren Zugkräften.

### Antrieb mit Kupplung der Radsätze durch Kegelradgetriebe

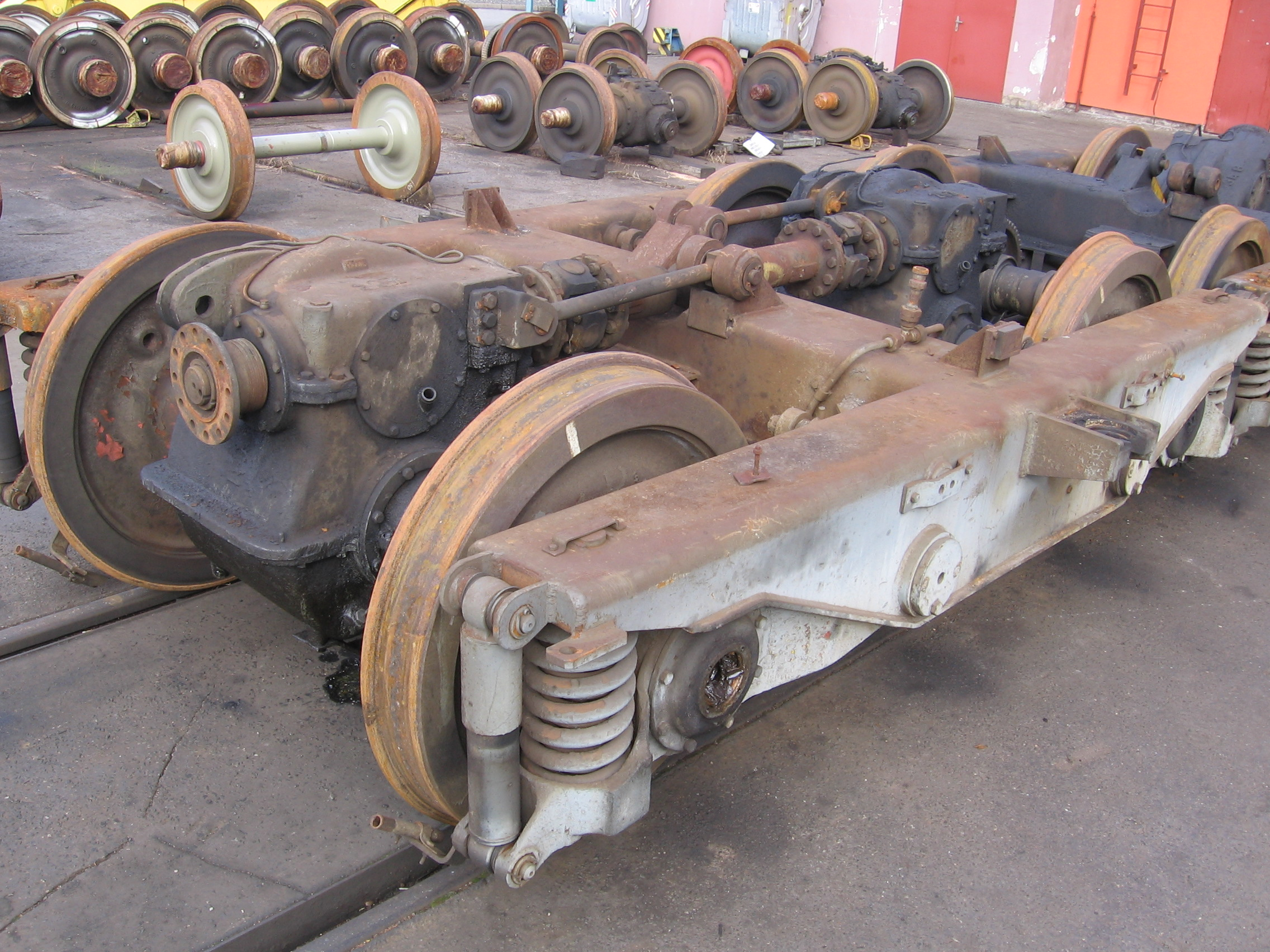
Drehgestell einer ČSD-Baureihe T 444.0, deren Radsätze über achsreitende Getriebe und Gelenkwellen angetrieben werden

Bei einem längs zur Fahrtrichtung liegenden Fahrmotor wird jeder Treibradsatz durch ein Kegelradgetriebe (Radsatzgetriebe) angetrieben. Diese dienen zur Umlenkung des Kraftflusses um 90 Grad. Das Kegelradgetriebe ist entweder fest im Rahmen gelagert oder als achsreitendes Getriebe ausgeführt. Im ersten Fall muss eine Kupplung zwischen Getriebe und Radsatz die Relativbewegungen ausgleichen. Im zweiten Fall werden die Relativbewegungen durch Gelenkwellen (»Kardanwellen«) zwischen dem Getriebe ausgeglichen.
Kegelradantriebe in Kombination mit Gelenkwellen werden insbesondere bei dieselmechanischen und dieselhydraulischen Antrieben verwendet. Hierbei wird Drehmoment vom mechanischen und/oder hydraulischen Getriebe kommend über Gelenkwellen zu den einzelnen Kegelrad-Radsatzgetrieben geführt, welche jeweils einen Radsatz antreiben.